# Gornji Dobrić
Gornji Dobrić (en serbe cyrillique : Горњи Добрић) est un village de Serbie situé sur le territoire de la Ville de Loznica, district de Mačva. Au recensement de 2011, il comptait 627 habitants.
Gornji Dobrić est situé sur les bords du Jadar.

## Démographie

### Évolution historique de la population
| 1948  | 1953  | 1961 | 1971 | 1981 | 1991 | 2002 | 2011 |
| ----- | ----- | ---- | ---- | ---- | ---- | ---- | ---- |
| 1 004 | 1 044 | 952  | 896  | 884  | 786  | 728  | 627  |

|  |